# Challenger Deep
Le nom de la cavité la plus profonde des océans est la « fosse des Mariannes » ; « Challenger Deep » étant le nom d'un sous-marin ayant visité ce lieu sans pour autant être le premier.

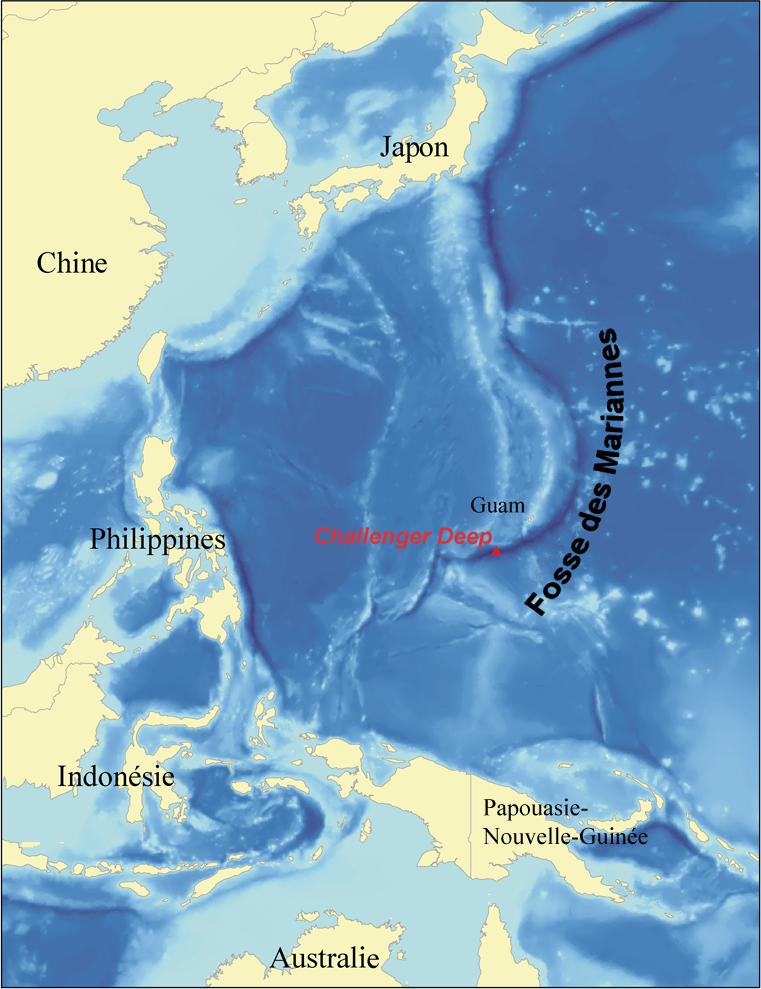
Localisation de Challenger Deep dans l'océan Pacifique occidental.

Challenger Deep est le point le plus profond jamais mesuré dans les océans, à quelque 11 kilomètres sous le niveau de la mer. Il se situe à proximité des îles Mariannes, à l'extrémité sud de la fosse des Mariannes (11° 22′ N, 142° 36′ E). La terre émergée la plus proche est l'île Fais, une des îles environnantes de Yap, appartenant aux États fédérés de Micronésie, 289 km au sud-ouest, et Guam, 306 km au nord-est.

## Origine du nom
Cette fosse océanique tire son nom du navire océanographique de la Royal Navy, le HMS Challenger (septième du nom), qui fit la première mesure de ce point sous la direction de Thomas Frohock Gaskell, ce navire lui-même nommé ainsi pour rappeler un autre bâtiment de la Royal Navy, le HMS Challenger (cinquième du nom) qui découvrit, lors de la première grande expédition océanographique mondiale, la fosse des Mariannes en 1875.

## Exploration et étude de la fosse

### 1951
En 1951, l'intégralité de la fosse des Mariannes fut étudiée par le HMS Challenger (septième du nom). Durant cette étude, la partie la plus profonde de la fosse fut mesurée par sonar, une méthode plus précise et plus facile pour mesurer la profondeur que les lignes de sonde utilisées 75 ans plus tôt. Le navire mesura une profondeur de 10 900 mètres (11° 19′ N, 142° 15′ E).

### 1957
En 1957, le navire russe Vityaz effectua une mesure au sonar à 11 034 mètres (11° 20,9′ N, 142° 11,5′ E). Ce nouveau fond, surnommé Mariana Hollow, n'a jamais pu être détecté à nouveau et ne peut donc être considéré comme exact.

### 1960
Le 23 janvier 1960, le Trieste, bathyscaphe construit en Italie et acquis par l'US Navy, descendit sur le plancher océanique de la fosse avec à son bord le Suisse Jacques Piccard (cocréateur du submersible avec son père Auguste Piccard) et le lieutenant de vaisseau américain Don Walsh. La descente prit environ cinq heures, les deux hommes restèrent vingt minutes au fond avant d'entamer une remontée de trois heures quinze. Ils enregistrèrent une profondeur de 10 916 mètres. Sur le plancher océanique, ils observèrent des animaux alors inconnus (deux crevettes, une petite plie ou flet des grands fonds) et notèrent un sol composé de vase à diatomées, à une profondeur où l'on pensait toute forme de vie impossible en raison d'une pression extrêmement élevée. Le sous-marin a largué deux drapeaux (suisse et américain, le second étant planté plus haut que le premier, ce qui fera dire à Piccard que le drapeau de son pays était allé plus profond). C'est grâce à la découverte de vie ultra-profonde que l'idée d'utiliser cette fosse comme décharge de déchets nucléaires a été abandonnée.

### 1984
En 1984, un navire de recherche japonais utilisant un sonar à bande étroite et multi-faisceaux fit une mesure à 10 924 mètres.

### 1995
Le 24 mars 1995, la sonde robotisée japonaise ROV Kaikō de grande profondeur battit le record pour un sous-marin téléguidé quand elle se posa sur le fond à proximité du Challenger Deep. Créée par le Japan Agency for Marine-Earth Science and Technology (JAMSTEC), c'est l'une des rares sondes sous-marines capables de dépasser les 6 000 mètres de profondeur. Elle enregistra une profondeur de 10 911,4 mètres pour Challenger Deep. Cette mesure est considérée comme la plus précise jamais faite jusqu'ici. Kaiko collecta aussi du sédiment sur le fond.
La pression à cette profondeur est d'environ 1 095 fois celle de la surface, ou 110 MPa.

### 2003
En 2003, des scientifiques hawaïens indiquèrent avoir mesuré un point plus profond de quelques dizaines de mètres, toujours dans la fosse des Mariannes mais 300 km plus à l'est. Ils ont fait cette découverte en traînant un sous-marin équipé d'un sonar derrière un navire de recherche. Mais ce sous-marin n'est pas descendu au fond de la fosse. Le groupe de scientifiques estime la profondeur à 11 000 mètres mais reconnaît que ce type de mesure reste plus imprécis qu'une mesure au fond. Le point a été nommé HMRG Deep (HMRG pour Hawaii Mapping Research Group).

### 2012
Le 26 mars 2012, James Cameron a piloté le Deepsea Challenger au fond de Challenger Deep et est devenu la première personne dans l'histoire à l'atteindre en solitaire.
Ce record en solitaire a été enregistré à une profondeur de 10 898 m, à la date du lundi 26 mars 2012 à 7 h 52 heure locale, ou dimanche 25 mars 2012 à 21 h 52 UTC,,.

### 2019
En mai, la mission Five Deeps Expedition a permis d'atteindre 10 925 m de profondeur. Des scientifiques ont pu descendre explorer la fosse des Mariannes à bord du Triton et découvrir notamment des nappes de bactéries colorées se développant sans photosynthèse.